# Gestione della flotta
La gestione della flotta è l'insieme delle attività gestionali relative al parco autoveicoli (autovetture, autobus, autocarri) di una azienda. Talvolta il termine viene esteso anche a mezzi di trasporto diversi da quelli su gomma, ad esempio alla gestione della flotta navale o di quella aerea. Per le imprese che operano sul territorio i costi relativi ai mezzi di trasporto possono essere una componente rilevante dei costi aziendali, ai quali va riservata quindi la dovuta attenzione.

## Attività
La gestione della flotta comprende: 
- attività di natura finanziaria: acquisto, noleggio, gestione del leasing, vendita dell'usato, stipula di assicurazioni
- attività di natura logistica: collocazione, trasporto, assegnazione, autorizzazione dei guidatori
- attività di mantenimento dei mezzi, quali: sostituzione pneumatici, revisioni, manutenzione ordinaria e straordinaria sia per ragioni di efficienza che di sicurezza
- attività di gestione corrente, quali: tessere carburante, telepass, bollo, contatti con la compagnia di assicurazioni, "multe",[1] sinistri
- attività di pianificazione missioni: pianificazione consegne, pianificazione interventi

Lo scopo della gestione della flotta è quello di migliorare l'efficienza e la produttività della attività legate al settore trasporti delle aziende, riducendone i costi complessivi ed al contempo riducendo o eliminando i rischi corrispondenti, in particolare garantendo l'aderenza alle legislazioni vigenti.

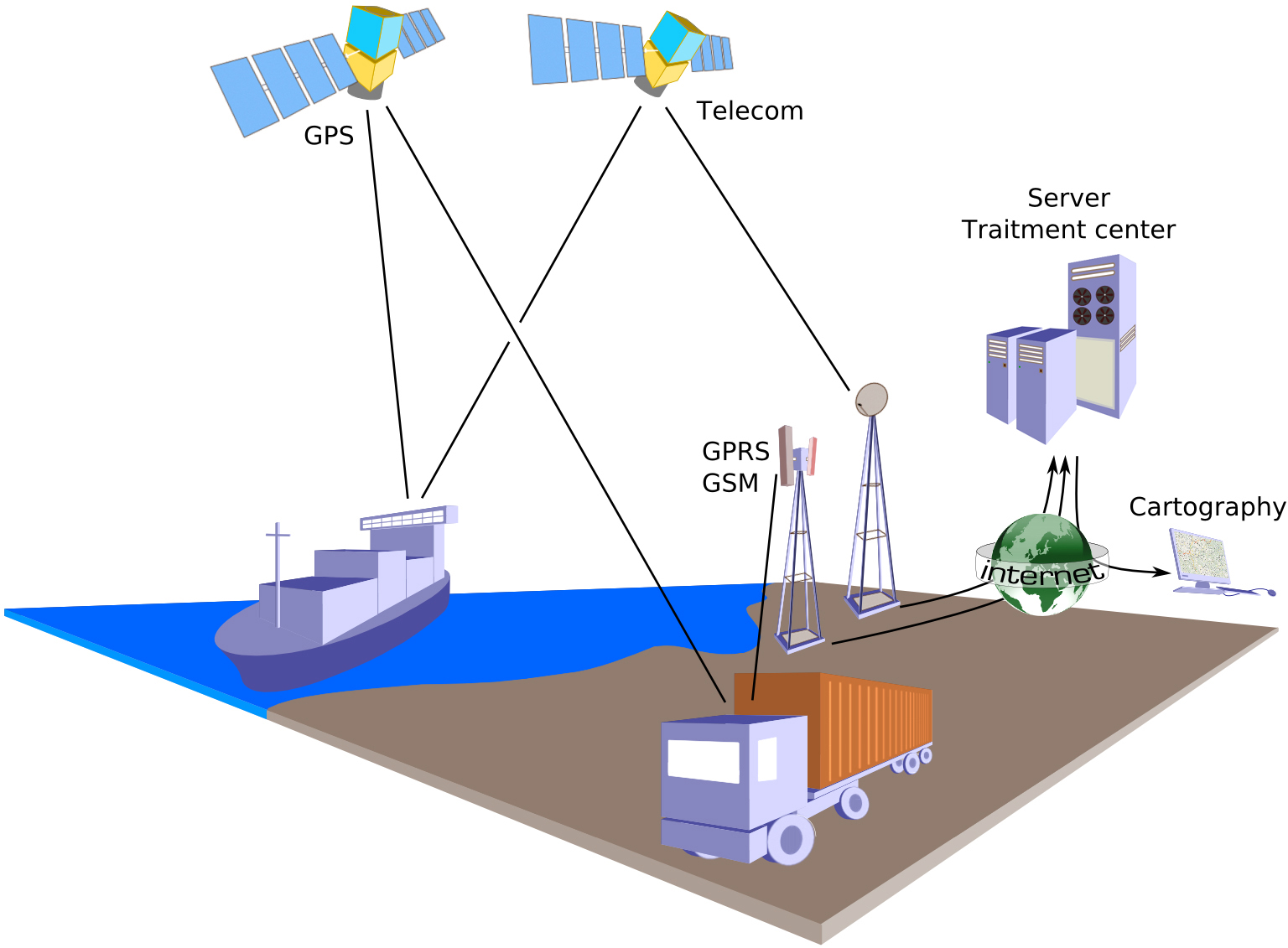
Il principio della geolocalizzazione, basato sulla tecnologia GPS (quanto alla determinazione della posizione) e sulla tecnologia GSM/GPRS o sulla rete dei satelliti di telecomunicazione per la trasmissione dei dati elaborati dai dispositivi montati sui mezzi "tracciati".

Una maggiore efficienza può essere ottenuta in molti modi diversi:
- scegliendo opportunamente la combinazione di tipologie di contratto di fornitura dei mezzi (acquisto, leasing, noleggio a lungo o a breve termine) ed all'interno di ogni categoria effettuando una selezione dei fornitori;
- limitando i tempi di fermo macchina mediante opportuna programmazione, sia limitando gli spostamenti a vuoto che anticipando le attività di manutenzione e sostituzione mediante modelli di simulazione del ciclo di vita dei veicoli;
- definendo e rinforzando le politiche aziendali di assegnazione dei veicoli in modo da accentuarne l'aspetto economico;
- presidiando e monitorando le spese collegate alla gestione veicoli, per verificarne la rispondenza all'atteso e dirimere eventuali contrasti fra i fornitori e l'azienda;
- implementando un sistema di gestione aziendale per la sicurezza stradale conforme ai requisiti dello standard internazionale ISO 39001 ("Road Traffic Safety management Systems").

Di recente la disponibilità di sistemi di localizzazione ha aggiunto alle attività di gestione il tracciamento della posizione della flotta e la gestione avanzata della sicurezza dei mezzi mediante antifurto satellitare.

## Esternalizzazione
I costi elevati della gestione della flotta portano talvolta all'esigenza di collocare questa funzione all'esterno dell'azienda; ciò ha portato alla nascita di agenzie specializzate nella gestione della flotta, che si pongono come intermediari fra le aziende fruitrici ed i fornitori di beni e servizi, dalle ditte di noleggio alle officine di manutenzione. L'alto costo della gestione della flotta è stato il motivo per cui le aziende acquistano l'assicurazione della flotta. Questo li aiuta a riprendersi rapidamente da incidenti imprevisti che potrebbero essere costosi.
Questa esternalizzazione consente una riduzione dei costi non solo a causa della maggiore efficienza che una azienda specializzata può ottenere, ma anche grazie all'economia di scala negli acquisti ed al monitoraggio della qualità e del costo dei fornitori.